# HSG Wissenschaft Halle
Pour les articles homonymes, voir HSG.
La Hochschulsportgemeinschaft Wissenschaft Halle ou HSG Wissenschaft Halle fut une association sportive localisée à Halle dans la Saxe-Anhalt à l’époque que la 
RDA. Sa section football exista et s'illustra principalement de 1949 à 1964.

## Définition HSG
À l’époque de la RDA, les "Hochschulsportgemeinschaften" (HSG) furent des entités sportives réservées aux Universités et Hautes-écoles. Elles étaient le pendant scolaire Betriebssportgemeinschaften (BSG) des groupes d’industries des différents secteurs d’activité et des Sportgemeinschaften der Sportvereinigung Dynamo (Volkspolizei) ou des Armeesportvereinigung Vorwärts (Kasernierte Volkspolizei / Volksarmee). Chaque université ou Haute école avait sa propre HSG.

## Histoire (football)
La HSG de l’Université Martin-Luther de Halle-Wittenberg avait été fondée le 1er avril 1949 sous la dénomination Hochschulsportgemeinschaft "Geschwister Scholl". Cette HSG se montra compétitive dans plusieurs disciplines comme l’Athlétisme, le Basket-ball, et le Tennis de table.
Sa section Tennis fut présente sans interruption en Championnat de RDA de 1949 à 1955. Le décathlonien Walter Meier termina 6e des J.O. de Melbourne en 1956 et fut médaillé de bronze au Championnat d’Europe de 1958.
Comparativement à ces nombreux succès, la section football fut moins primée. Toutefois, en vue de la saison 1951-1952, la HSG Wissenschaft Halle accéda à la DDR-Liga, la Division 2 est-allemande.
Dans le cadre de la création des Sportklubs, le club devint le SC Wissenschaft Halle en février 1955. Le club se classa 4e du Groupe A et put ainsi rester au 2e niveau qui prenait le nom de I. DDR-Liga.
Le 1er juillet 1958, au niveau des sports d’élite dont le football, il fusionna avec le SC Chemie Halle-Leuna  pour former le SC Chemie Halle. Au niveau des sports estudiantins une nouvelle Hochschulsportgemeinschaft Martin Luther fut recréée.
À la suite de cette fusion, le SC Wissenschaft Halle devint le SC Chemie Halle II. Bien que classée 4e en fin de saison 1958, cette équipe fut reléguée en II. DDR-Liga car l’équipe Premières descendit d’Oberliga.
De 1959 à 1962, l’équipe reporta le nom de HSG Wissenschaft Halle en II. DDR-Liga. Ensuite, l’équipe presta encore deux saisons dans la Bezirksliga Halle.
En 1964, la section football fut dissoute et les joueurs transférés vers le BSG Turbine Halle.

## Localisation

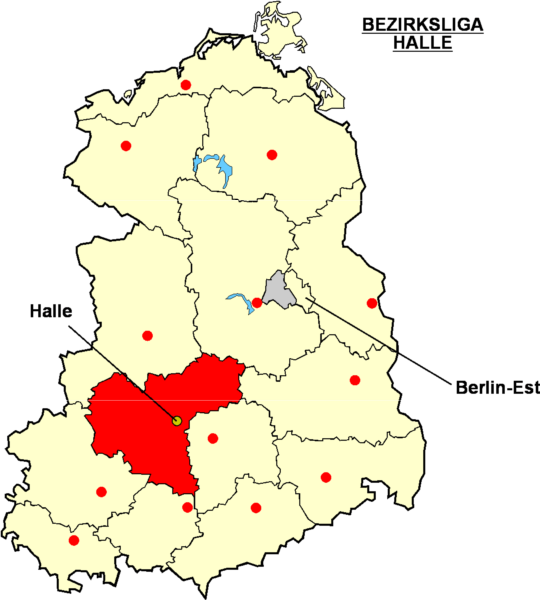
Localisation de Halle dans la Bezirksliga Halle

### mais aussi…
- Football en RDA
- Gestion des clubs sportifs en RDA
- Deutscher Fussball Verband (DFV)
- DDR-Oberliga (Niveau 1, DFV de 1949 à 1991)
- DDR-Liga (Niveau 2, DFV de 1950 à 1991)
- Berziksliga (Niveau 3, DFV de 1952 à 1991)

## Sources et Liens externes
- Archives des ligues allemandes depuis 1903
- Base de données du football allemand
- Site de la Fédération allemande de football